# كنيسة مار نقولا (طرابلس)

اذنت الدولة العثمانية في العام 1809 عبر إصدار فرماناً بالموافقة على بناء كنيسة مار نيقولاس، في مدّة ولاية يوسف باشا الكنج على طرابلس، ومتسلميّة علي بك الأسعد المرعبي. وبناء على ذلك تمّ الاتفاق بين النصارى والمسلمين من أبناء المدينة، على استبدال الكنيسة القديمة التي كانت ملاصقة لجامع الأويسية من الجهة الغربية، بمصبنة في محلة التربيعة، كانت في الموضع نفسه الذي أقيمت فيه كنيسة مار نيقولاوس التي نعرفها اليوم في شارع الكنائس.
بوشر بناء الكنيسة في العام 1809 , وفق النمط المزيج المشرقيّ والطراز ب أربع حنيَّات اما البنية فهي سريريَّة مكسورة وقناطر طوليَّة وقد أٌضيف الرواق عليها في العام 1940, ُورمِّمت في العام 2005.
اما زخرفتها الخارجيّة فهي:
جرسيَّة مزخرفة وأقواس مزدوجة كاملة
نوافذ بفتحتَين أو ثلاث فتحات تعلوها أقواس مزدوجة كاملة
باب المدخل مقوَّس
فتحات على شكل صليب
-وزخرفتها الداخليّة فهي:
أيقونسطاس على نمط الأبلق مع صلبان ونجميَّات
عارضة الأيقونسطاس والعرشان الأسقفيَّان من الخشب المنحوت والمطلي بعدَّة ألوان على النمط الباروكيِّ
وهي تتميز بأيقوناتها وجداريّاتها: 
أيقونات ملوكيَّة وأيقونات العارضة التي تعلوها وأيقونة الابتهال رسمها ميخائيل بوليكرونيس كردلي بين العامين 1815 و1816
على الجدار الشماليِّ والجنوبيِّ، جداريَّة البشارة وجداريَّة دخول السَّيِّد إلى الهيكل رسمهما ميخائيل سولونياس في العام 1968